# Ponte ferroviario di Piacenza
Il ponte ferroviario di Piacenza è un ponte ferroviario percorso dalla linea Milano-Bologna, che vi attraversa il fiume Po nei pressi di Piacenza.
Aperto originariamente nel 1865 in sostituzione di una struttura provvisoria realizzata quattro anni prima, venne riedificato nel 1931 e, ancora, dopo la seconda guerra mondiale, durante la quale era stato distrutto dai bombardamenti alleati.

## Storia

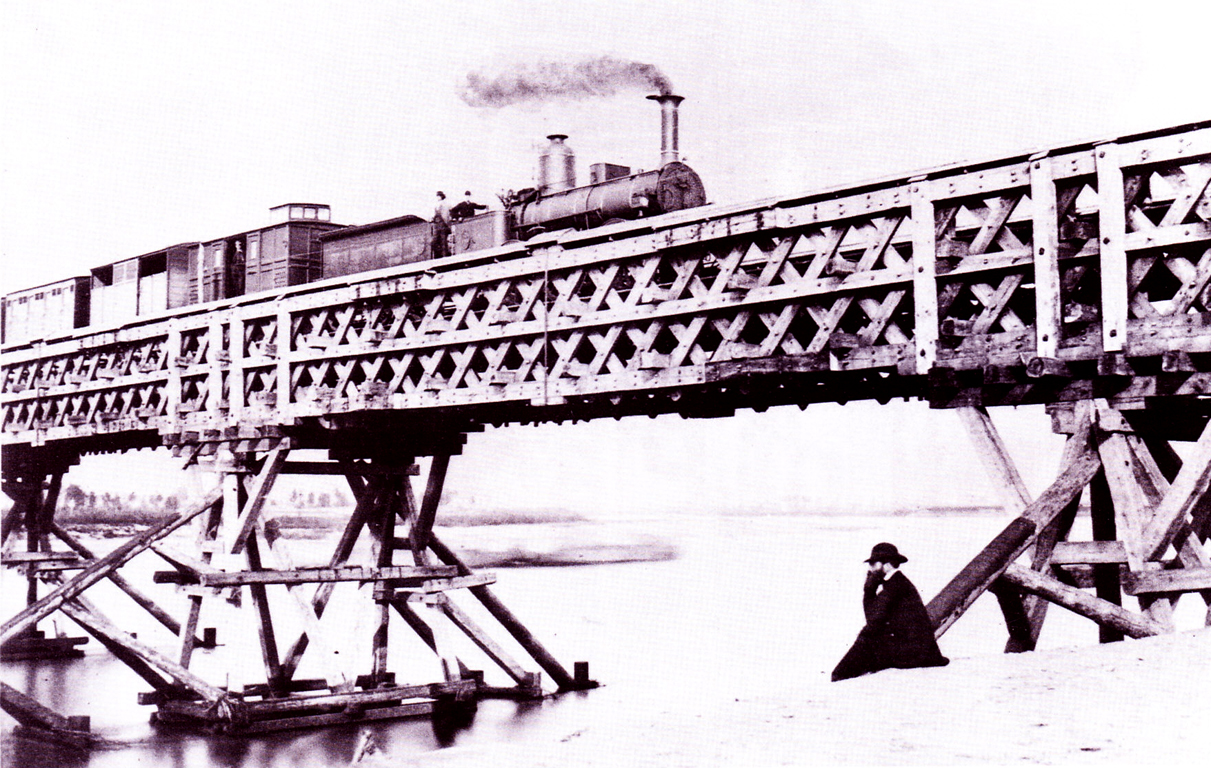
Il ponte provvisorio in legno (1861-1865)

Il primo ponte ferroviario sul Po a Piacenza fu un viadotto provvisorio a palafitte all'americana realizzato in legno; esso fu realizzato su progetto dell'ingegnere Jules-Achille Daigremont nel corso di poco mesi, tra il giugno e il novembre del 1861, per permettere l'attivazione della tratta da Milano a Piacenza in attesa della costruzione del ponte definitivo da realizzarsi in ferro e muratura.
Il viadotto, posto poco a valle del futuro ponte e costato complessivamente 275 000 lire italiane, fu il primo esempio di ponte stabile costruito con questa tecnologia in Italia. Il ponte fu aperto al traffico il 9 novembre 1861, con il transito del re d'Italia Vittorio Emanuele II, accompagnato dai ministri dei lavori pubblici, Ubaldino Peruzzi, e della marina, Luigi Federico Menabrea.
Parallelamente al servizio del ponte provvisorio, nel marzo 1862 incominciò la costruzione del viadotto definitivo, progettato dall'ingegnere Pierre-Félix Moreaux, direttore tecnico della società francese Parent, Schaken, Caillet et C.ie che l'anno prima aveva vinto la gara d'appalto indetta per l'edificazione del manufatto.
Tra il 17 e il 18 ottobre 1863 una piena del fiume Po causò il crollo del ponte di servizio, realizzato a monte del viadotto in costruzione, il quale fu poi colpito dai detriti, che causarono la distruzione di una travata lunga 50 m già posata. A sua volta, anche il ponte provvisorio, posto leggermente più a valle dei precedenti, fu investito dai detriti che causarono il crollo di sei travate su nove per una lunghezza di 195 m, interrompendo così il traffico ferroviario. In seguito alla calamità, il ponte su palafitte fu riedificato in posizione più prossima al viadotto definitivo, ripristinando il transito dei convogli a partire dal successivo mese di febbraio.

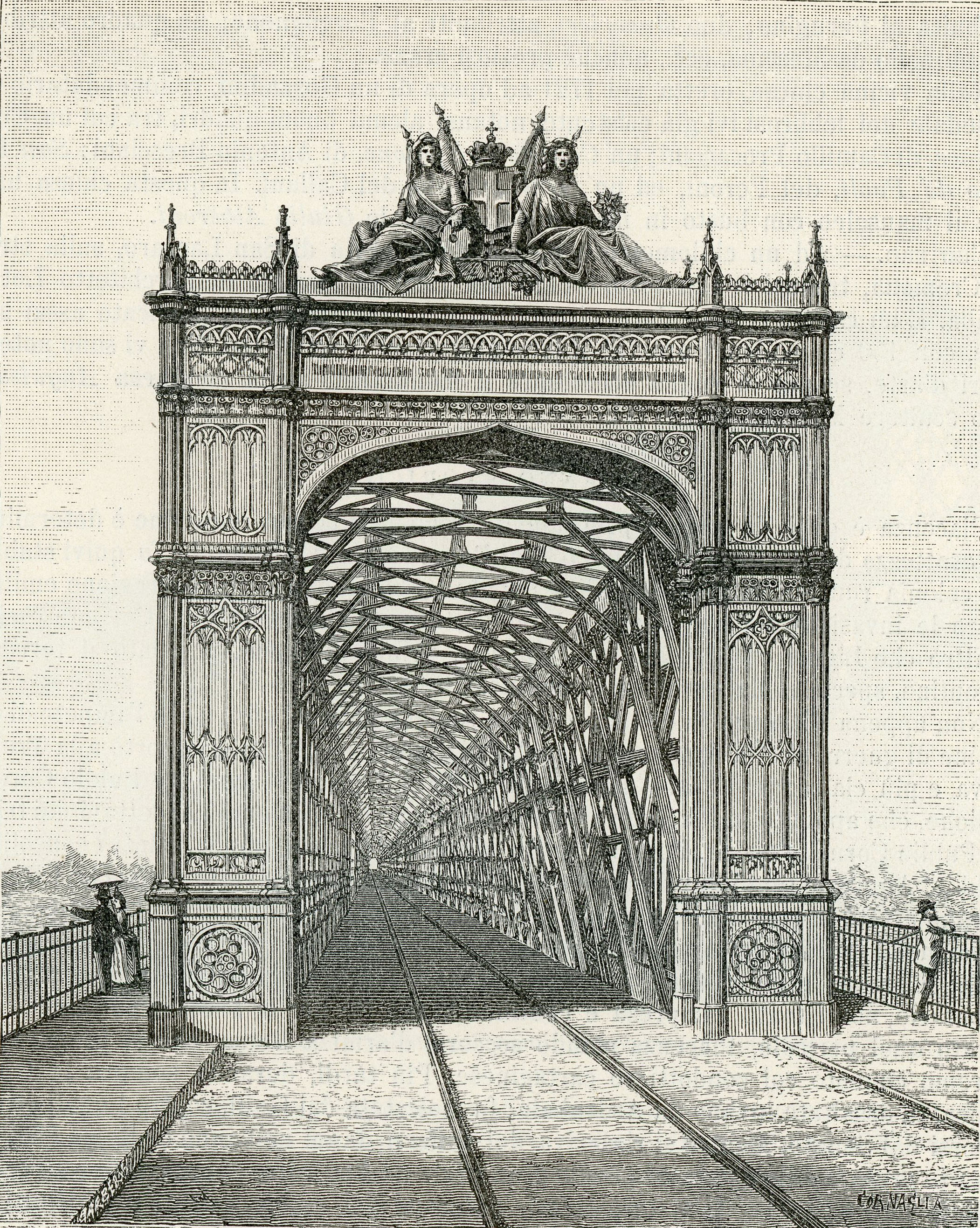
Fronte del ponte in ferro sul Po (xilografia di Giuseppe Barberis su disegno di Cornaglia).

Dopo l'effettuazione dei collaudi nel maggio 1865, il successivo 3 giugno l'infrastruttura, costata poco meno di 3 000 000 di lire, venne inaugurata alla presenza del principe ereditario Umberto di Savoia; si trattava del primo ponte in ferro realizzato lungo il corso del Po.
Il ponte era dotato di un portale di accesso realizzato in ghisa in stile neogotico, che in seguito fu spostato nel giardino di una villa situata a Carpaneto Piacentino. Pochi anni dopo l'inaugurazione, il viadotto fu danneggiato dal passaggio di alcuni iceberg ad opera della corrente del fiume.
Nel 1927 vennero cominciati su direzione dell'ingegnere Brancucci, i lavori finalizzati al raddoppio del viadotto, ormai inadeguato a sostenere l'aumentato traffico ferroviario nonché non più sicuro in caso di eventi di piena. Sulla sponda sinistra del Po fu modificato il tracciato, allungando il ponte di 186 m realizzando due nuove pile, mentre le altre pile ottocentesche furono raddoppiate permettendo di affiancare il nuovo viadotto al preesistente. Nel 1930, completata la realizzazione del nuovo ponte, fu avviata la demolizione e ricostruzione del vecchio, che venne poi terminata nella primavera del 1931.

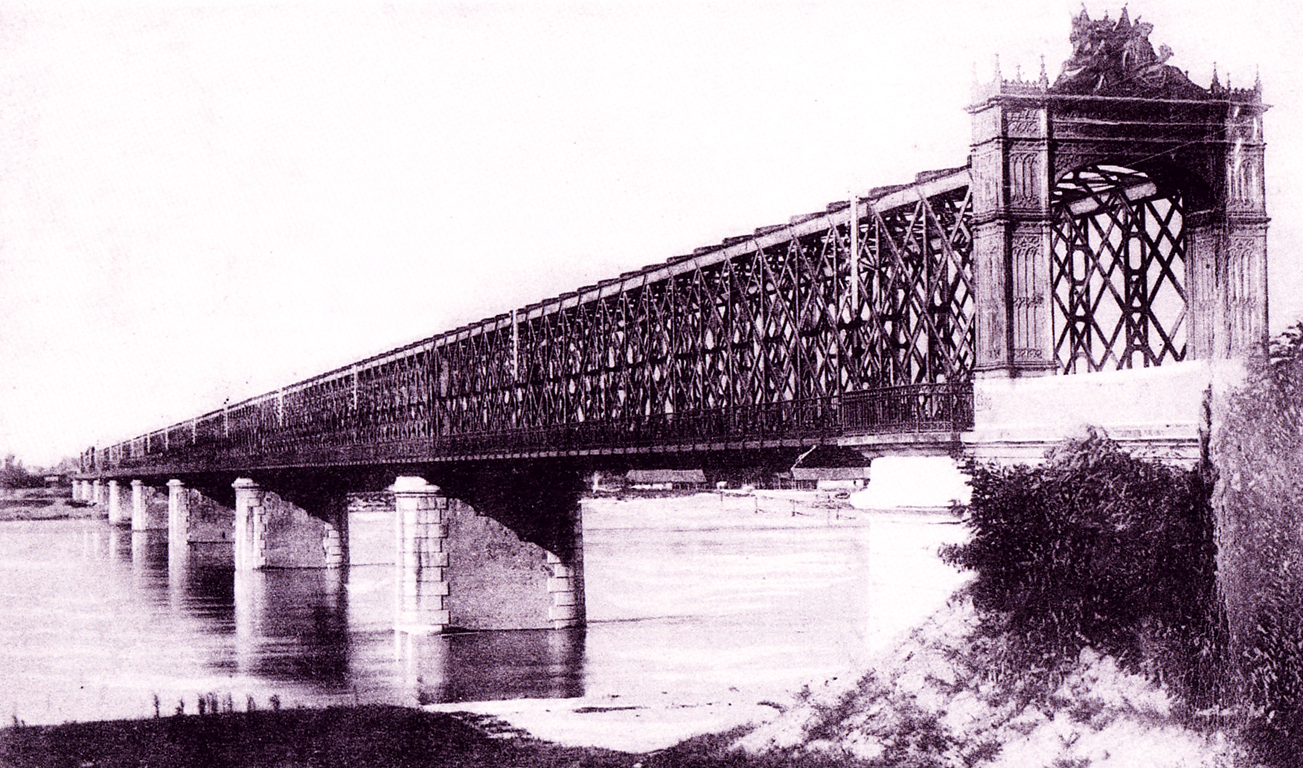
Il ponte definitivo in ferro (1865-1931)

Durante il secondo conflitto mondiale, a partire dal 12 luglio 1944, il viadotto, così come la vicina infrastruttura stradale posta lungo il percorso della Via Emilia, fu obiettivo dei bombardamenti aerei condotti da parte delle forze alleate, che, dopo diverse incursioni, lo abbatterono definitivamente, ultimo tra tutti i 22 ponti posti lungo il corso del Po, il 20 luglio, obbligando così la sostituzione del servizio ferroviario con un servizio di traghetti sulla tratta tra Piacenza e Santo Stefano Lodigiano.
Al termine della guerra le forze tedesche in ritirata fecero saltare in aria una pila del traliccio e appiccarono un incendio a delle pile in legno che loro stessi avevano in precedenza costruito per reggere una travata in ferro che sostituisse l'ottava e la nona arcata, distrutte dalle incursioni aeree.
Conclusi gli eventi bellici, il ponte fu immediatamente ricostruito a partire dal maggio 1945: la travata a monte, in condizioni migliori rispetto a quella posta a valle, venne provvisoriamente sostenuta da nuovi pilastri in ferro e legno e inaugurata il 14 ottobre 1945 dopo cinque mesi di lavori, alla presenza del ministro dei trasporti Ugo La Malfa, permettendo quindi il ripristino del transito dei convogli, pur se a velocità ridotta e utilizzando un unico binario.
Successivamente, il 19 agosto 1948, si riuscì a ripristinare il funzionamento della travata posta a valle, la quale venne inaugurata tre giorni dopo da parte del ministro dei trasporti, l'ingegner Guido Corbellini. Il completamente della travata a valle permise di liberare la travata a monte in modo da demolire le strutture provvisorie e sostituirle con quelle definitive, intervento che fu completato nel dicembre 1949.

## Caratteristiche
Il ponte, lungo 754 m, è composto di 11 coppie di travate in ferro, dotate di briglia superiore a profilo parabolico. Ognuna di esse è divisa in 12 parti per mezzo di traversoni fissati in maniera rigida ai montanti. Ciascuna delle 12 parti è a sua volta separata in due per tramite di una diagonale e di un montante secondario.
Sei travate hanno luce di 74,52 m e cinque di 61,02 m.